# Колиш, Габриэла
Габриэла Колиш (нем. Gabriele Kohlisch; род. 7 декабря 1963, Карл-Маркс-Штадт) — немецкая саночница и бобслеистка, выступавшая за сборную ГДР и Германии с середины 1980-х по 1997 год в санном спорте, а с 1998 года по начало 2000-х — в бобслее. За всю историю стать чемпионкой мира одновременно в санном с порте и бобслее удавалось только ей и её соотечественнице Зузи Эрдман.
Габриэла Колиш является обладательницей десяти медалей чемпионатов мира, в её послужном списке шесть золотых наград (одиночные заезды: 1990, 1995; смешанные команды: 1990, 1991, 1993, 1995) и четыре серебряные (одиночные заезды: 1987, 1991, 1993; смешанные команды: 1996). Спортсменка трижды получала подиум чемпионатов Европы, дважды оказывалась второй (одиночные заезды: 1996; смешанные команды: 1994) и один раз третьей (одиночные заезды: 1994). Принимала участие в двух Олимпийских играх, в Альбервиле и Лиллехаммер, но в программах женских одиночных стартов смогла подняться только до шестой позиции. Лучший результат на Кубке мира показала в сезоне 1993—1994, по итогам всех заездов выиграв общий зачёт.
Так как женская сборная Германии по санному спорту на тот момент была очень сильна, Колиш поняла, что не сможет конкурировать с такими выдающимися саночницами как Яна Боде, Сильке Краусхар, Барбара Нидернхубер и Сильке Отто, поэтому в 1997 году приняла решение уйти из этого вида в бобслей. В 2000 году в Винтерберге, выступая совместно с Катлин Херинг, ей удалось стать чемпионкой мира. Спортсменка пыталась попасть в состав национальной сборной на Олимпиаду в Солт-Лейк-Сити, но по итогам квалификации заняла лишь третье место, уступив Зузи Эрдман, которая точно так же пришла сюда из санного спорта.
На данный момент Габриэла Колиш является одной из представительниц Международной федерации санного спорта, а также работает преподавателем физической культуры в военно-морской академии Фленсбурга.